# 下田幸三郎
下田 幸三郎（しもだ こうざぶろう、1845年（弘化2年1月） - 1915年（大正4年）5月19日）は、明治時代の政治家。貴族院多額納税者議員。

## 経歴
熊本県出身。1889年（明治22年）以降、熊本県所得税調査委員、同県商工業諮問会員、下益城郡会議員などを歴任した。
1897年（明治30年）熊本県多額納税者として貴族院議員に互選され、同年9月29日から務めたが、1900年（明治33年）6月30日に任期途中で辞任した。